# Aileen Campbell

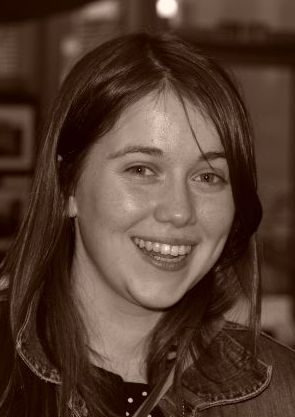
Aileen Campbell

Aileen Campbell (* 18. Mai 1980 in Perth) ist eine schottische Politikerin und Mitglied der Scottish National Party (SNP).

## Leben
Campbell besuchte die Collace Primary School und die Perth Academy. Sie studierte dann an der Universität Glasgow Politikwissenschaften, Wirtschaftslehre und Sozialgeschichte und schloss als Master ab. Anschließend arbeitete sie als Redakteurin. Campbell lebt zusammen mit ihrem Ehemann und ihrem Sohn in Biggar.

## Politischer Werdegang
In den Jahren 2005 und 2006 war Campbell für die SNP-Abgeordneten Nicola Sturgeon und Shona Robison tätig. Erstmals trat Campbell bei den Parlamentswahlen 2007 zu Wahlen auf nationaler Ebene an. In ihrem Wahlkreis Clydesdale erhielt sie den zweithöchsten Stimmenanteil hinter Labour-Kandidatin Karen Gillon und verpasste damit das Direktmandat des Wahlkreises. Da Campbell jedoch auch auf der Regionalwahlliste der SNP für die Wahlregion South of Scotland gesetzt war, erhielt sie infolge des Wahlergebnisses eines von fünf Listenmandaten der SNP in dieser Wahlregion und zog in das Schottische Parlament ein.
Bei den Parlamentswahlen 2011 errang sie dann mit deutlichem Vorsprung das Direktmandat des Wahlkreises Clydesdale. Im neugebildeten Kabinett hat Campbell die Position als Staatssekretärin für Kinder und Jugendliche inne, das sie bis zum Ende der Wahlperiode bekleidete. Bei den Parlamentswahlen 2016 verteidigte Campbell ihr Mandat. Im neugebildeten Parlament nahm sie die Position der Staatssekretärin für Public Health and Sport ein.